# مذبحة نهر قويق
مذبحة نهر قويق هي عملية إعدام جماعية رميًّا بالرصاص جرت بإجراءات موجزة بحق ما لا يقل عن 147 شخصًا، كان معظمهم من الشباب، والذين عثر على جثثهم في أواخر يناير (كانون الثاني) 2013 في نهر قويق بمدينة حلب في سوريا كجزء من اجرام النظام السوري السابق ضد شعبه. وكانت أيدي معظم الجثث مقيدة خلف ظهورهم، وكانت أفواههم بشريط لاصق، وجميع الجثث بها بطلق ناري في الرأس، كما تظهر على العديد منها علامات التعذيب. وقد تم التعرف على العديد من الجثث وكانت تعود لمواطنين اعتقلتهم الأجهزة الأمنية التابعة للنظام السوري أو مواطنين كانوا ضحايا للاختفاء القسري.

## اكتشاف الجثث
في 29 يناير (كانون الثاني) 2013، عُثر على 87 جثة في نهر قويق في مدينة حلب السورية. وخلال الفترة ما بين فبراير (شباط) 2013 ومنتصف مارس (آذار) 2013 تم انتشال ما بين 80 و120 جثة إضافيّة من النهر. وبحلول نهاية مارس (آذار) 2013، عُثر على جثث ما لا يقل عن 147 جثة لرجال وشباب قتلى على ضفاف نهر قويق في منطقة بستان القصر، وهي منطقة في حلب تسيطر عليها المعارضة السورية. وبحسب ما جاء في تقرير أولي سولفانغ الباحث في قسم الطوارئ في منظمة هيومن رايتس ووتش التابعة للأمم المتحدة، فقد زعم أهالي المنطقة أنهم دفنوا ما يقرب من 250 جثة، تم توثيق 147 جثّة منها.
لم تظهر الجثث إلا عندما انحسرت المياه المرتفعة في فصل الشتاء في نهاية شهر يناير (كانون الثاني)، وفي فبراير (شباط) 2013 أنزلت الشباك من أعلى الجسر إلى النهر في الأراضي التي تسيطر عليها المعارضة للمساعدة في انتشال الجثث الأخرى العائمة في اتجاه مجرى النهر، وقد ساعد هذا على انتشال مزيد من الجثث في كُلّ يوم، وقد دفع استمرار ظهور هذه الجثث أهالي وسكان المنطقة إلى تسمية نهر قويق بـ”نهر الشهداء”. وفي مارس (آذار) 2013، قام طاقم تصوير من القناة الرابعة البريطانية بتصوير سكان وأهالي المنطقة وهم ينقلون أربع جثث من النهر في صباح أحد الأيام. وبحلول نهاية شهر مارس (آذار) 2013، خفضت سلطات المعارضة في حلب منسوب مياه النهر بحيث لم تعُد قادرة على جرف الجثث مع مجرى النهر، مما ساعد على السكان على انتشال الجثث.

## الضحايا
بلغ عدد ضحايا عمليات الإعدام الجماعي رميًّا بالرصاص، والذين عُثر على جُثثهم في نهر قويق بمدينة حلب ما يقرب من 147 شخصًا كان مُعظمهم من الشباب الذين يرتدون ملابس مدنية، والذين لا يتجاوز عمرهم 30 عامًا، وكان من بين الضحايا أيضًا أطفال تبلغ أعمارهم 11 عامًا فما فوق، بالإضافة إلى عدد من كبار السن. كان العديد من الضحايا الذين يُفترض أنهم لقوا حتفهم أثناء عمليات الإعدام خارج الإطار القانوني ومن دون مُحاكمات رميًّا بالرصاص قد وُجدوا مكبلو الأيدي ومُصابين بطلقة في الرأس، كما تبدو عليهم علامات التعذيب. وقد أفاد مراسلو كل من منظمة هيومن رايتس ووتش وصحيفة الغارديان البريطانية أن عائلات العديد من الضحايا شهدوا أنهم شوهدوا آخر مرة في المنطقة التي تسيطر عليها القوات النظامية السورية أو بعد محاولتهم عبور المنطقة الواقعة بين نقطتي تفتيش، إحداهما تسيطر عليها الميليشيات التابعة للمعارضة السورية والأخرى تسيطر عليها القوات النظامية السورية للذهاب إلى غرب مدينة حلب. وأصرت معظم العائلات التي التقتها منظمة هيومن رايتس ووتش على أن الضحايا لم تكن لهم علاقة بالميليشيات المسلحة التابعة للمعارضة السورية ولم يشاركوا في الاحتجاجات، بل وكان الضحايا في كثير من الحالات تجاراً كان لدى البعض منهم متاجر في المنطقة التي تسيطر عليها الحكومة السورية ولكنهم كانوا يعيشون في المنطقة التي تسيطر عليها ميليشيات المعارضة، وكان آخرون يعبرون بانتظام إلى المنطقة التي تسيطر عليها الحكومة لشراء الإمدادات التي يبيعونها في أسواق المنطقة التي تسيطر عليها المعارضة. كما كان من بين القتلى أيضا متظاهرون سلميون وناشطون سياسيون اعتُقلوا على أيدي الجهات الأمنية التابعة للنظام السوري بعدما شاركوا في الاحتجاجات أو صوروها أو نشروا معلومات عنها، بالإضافة إلى صحفيين وعمال إغاثة ومحامين وطلاب وأطباء. وتقول المُخرجة والناشطة السورية وعد الخطيب إن غالبية الضحايا كانوا يعيشون في مناطق خاضعة لسيطرة النظام السوري، وقد شوهدوا آخر مرة عند نقطة تفتيش تابعة للجهات الأمنية الحكومية. وفي فيلمها الوثائقي الذي حمل عنوان "من أجل سما" صوّرت وعد الخطيب جثث مئات الضحايا وبعض عمليات انتشال الجثث من النهر.
في بداية عام 2013، كانت مدينة حلب مُقسّمة إلى عدة مناطق تسيطر عليها أطراف متحاربة مختلفة. وقد زُعم أن الضحايا الذين عُثر عليهم في نهر قويق كانوا قد تعرضوا للاعتقال والتعذيب والإعدام والإلقاء في النهر على أيدي القوات الحكومية على مدى عدة أسابيع، ثُم جُرفت الجثث مع جريان النهر من المنبع عبر ذلك الجزء من النهر الذي يمرّ بمنطقة خاضعة لسيطرة النظام، باتجاه المصب عبر المنطقة التي يسيطر عليها الثوار في منطقة بستان القصر. في حين نفي النظام السوري مسؤوليته عن عمليات الإعدام الجماعي، واتهم تنظيم القاعدة بالمسؤولية عن تلك المجزرة.

## النتائج
أجرى المعهد السوري للعدالة تحقيقًات موسعة في قضية الجثث التي عثر عليها في مجرى نهر قويق بحلب، وعقد مؤتمراً صحفياً لكشف حقيقة هذه المجزرة. وقد تولى قيادة التحقيقات في القضية عبد القادر مندو المدير العام للمعهد السوري للعدالة، وهو محامٍ في مجال حقوق الإنسان. سعى المعهد أيضًا إلى محاولة عرض هذه القضية على محكمة دولية كجزء من العدالة الانتقالية في سوريا.